# BMX aux Jeux olympiques d'été de 2008
Navigation
Londres 2012

Les épreuves de BMX des Jeux olympiques d'été de 2008 se sont déroulées les 20 et 21 août 2008 sur le site de Laoshan, près de Pékin. Il s'agit de la première apparition de cette discipline à l'occasion des Jeux olympiques.

## Calendrier
| Calendrier des épreuves cyclistes | Calendrier des épreuves cyclistes | Calendrier des épreuves cyclistes | Calendrier des épreuves cyclistes | Calendrier des épreuves cyclistes | Calendrier des épreuves cyclistes | Calendrier des épreuves cyclistes | Calendrier des épreuves cyclistes | Calendrier des épreuves cyclistes | Calendrier des épreuves cyclistes | Calendrier des épreuves cyclistes | Calendrier des épreuves cyclistes | Calendrier des épreuves cyclistes | Calendrier des épreuves cyclistes | Calendrier des épreuves cyclistes | Calendrier des épreuves cyclistes | Calendrier des épreuves cyclistes | Calendrier des épreuves cyclistes | Calendrier des épreuves cyclistes |
| Août 2008                         | Août 2008                         | 8                                 | 9                                 | 10                                | 11                                | 12                                | 13                                | 14                                | 15                                | 16                                | 17                                | 18                                | 19                                | 20                                | 21                                | 22                                | 23                                | 24                                |
| --------------------------------- | --------------------------------- | --------------------------------- | --------------------------------- | --------------------------------- | --------------------------------- | --------------------------------- | --------------------------------- | --------------------------------- | --------------------------------- | --------------------------------- | --------------------------------- | --------------------------------- | --------------------------------- | --------------------------------- | --------------------------------- | --------------------------------- | --------------------------------- | --------------------------------- |
| BMX                               | Pictogramme BMX                   |                                   |                                   |                                   |                                   |                                   |                                   |                                   |                                   |                                   |                                   |                                   |                                   |                                   | 2                                 |                                   |                                   |                                   |

|  | Jour de compétition |  | Jour de finale | 4 | Nombre de finales |

## Qualifications
Un pays ne peut engager que 3 cyclistes masculins et 2 cyclistes féminines au maximum s'ils entrent dans les critères de qualification.
| Hommes                                      | Classement par nation                                    | Cyclistes par nation |
| ------------------------------------------- | -------------------------------------------------------- | -------------------- |
| Classement UCI par nations (au 31 mai 2008) | États-Unis Australie Lettonie Pays-Bas Colombie          | 3                    |
| Classement UCI par nations (au 31 mai 2008) | France Argentine Nouvelle-Zélande                        | 2                    |
| Classement UCI par nations (au 31 mai 2008) | Tchéquie Venezuela Équateur                              | 1                    |
| Championnats du monde de BMX 2008           | Afrique du Sud Italie Royaume-Uni Suisse Danemark Canada | 1                    |
| Invitations                                 | Norvège Hongrie Japon                                    | 2                    |

| Femmes                                      | Classement par nation                       | Cyclistes par nation |
| ------------------------------------------- | ------------------------------------------- | -------------------- |
| Classement UCI par nations (au 31 mai 2008) | France Nouvelle-Zélande Australie Argentine | 2                    |
| Classement UCI par nations (au 31 mai 2008) | Tchéquie États-Unis Pays-Bas Canada         | 1                    |
| Championnats du monde de BMX 2008           | Royaume-Uni Danemark Suisse                 | 1                    |
| Invitations                                 | Chine                                       | 1                    |

## Résultats
| Classement                          | Nom                    | Temps          |
| ----------------------------------- | ---------------------- | -------------- |
| Médaille d'or, Jeux olympiques      | Māris Štrombergs       | 36 s 190       |
| Médaille d'argent, Jeux olympiques  | Mike Day               | 36 s 606       |
| Médaille de bronze, Jeux olympiques | Donny Robinson         | 36 s 972       |
| 4                                   | Andres Jimenez         | 39 s 137       |
| 5                                   | Rob van den Wildenberg | 39 s 772       |
| 6                                   | Jared Graves           | 2 min 19 s 233 |
| 7                                   | Sifiso Nhlapo          | Abandon        |
| 8                                   | Damien Godet           | Abandon        |

| Classement                          | Nom                    | Temps          |
| ----------------------------------- | ---------------------- | -------------- |
| Médaille d'or, Jeux olympiques      | Anne-Caroline Chausson | 35 s 976       |
| Médaille d'argent, Jeux olympiques  | Laëtitia Le Corguillé  | 38 s 042       |
| Médaille de bronze, Jeux olympiques | Jill Kintner           | 38 s 674       |
| 4                                   | Sarah Walker           | 38 s 805       |
| 5                                   | Gabriela Diaz          | 39 s 747       |
| 6                                   | Nicole Callisto        | 1 min 19 s 609 |
| 7                                   | Sammy Cools            | Abandon        |
| 8                                   | Shanaze Reade          | Déclassé       |

## Tableau des médailles
| Rang | Pays       | Médaille d'or, Jeux olympiques | Médaille d'argent, Jeux olympiques | Médaille de bronze, Jeux olympiques | Total |
| 1    | France     | 1                              | 1                                  | 0                                   | 2     |
| 2    | Lettonie   | 1                              | 0                                  | 0                                   | 1     |
| 3    | États-Unis | 0                              | 1                                  | 2                                   | 3     |